# Mões
Mões es una freguesia portuguesa del concelho de Castro Daire, con 45,33 km² de superficie y 2.109 habitantes (2001). Su densidad de población es de 46,5 hab/km².